# DDR-Einzelmeisterschaft im Schach 1968
Die 17. DDR-Einzelmeisterschaft im Schach fand im Februar 1968 in Weimar statt.

## Allgemeines
Hauptschiedsrichter war Arthur Gröbe aus Dresden. Die Teilnehmer hatten sich über das sogenannte Dreiviertelfinale sowie ein System von Vorberechtigungen und Freiplätzen für diese Meisterschaft qualifiziert.

## Meisterschaft der Herren
Von der DDR-Spitzenklasse fehlte nur Lothar Zinn wegen Studienverpflichtungen. Im stark besetzten Feld war Großmeister Wolfgang Uhlmann eine Klasse für sich und siegte mit zwei Punkten Vorsprung. Er wurde zum fünften Mal DDR-Meister. Eine große Überraschung war der souveräne zweite Platz des späteren Fernschach-Weltmeisters Fritz Baumbach. Ebenso wurde das Abschneiden des 16-jährigen Lothar Vogt hervorgehoben. Der Meister von 1963 Günther Möhring konnte nicht in den Kampf an der Spitze eingreifen, obwohl er zwei Partien kampflos gewann. Die Leipziger Hennings und Schöneberg mussten wegen Erkrankung einige Runden vor Turnierende abreisen.

### Abschlusstabelle
|    | Teilnehmer                            | 01 | 02 | 03 | 04 | 05 | 06 | 07 | 08 | 09 | 10 | 11 | 12 | 13 | 14 | 15 | 16 | 17 | 18 | 19 | 20 | Punkte |
| -- | ------------------------------------- | -- | -- | -- | -- | -- | -- | -- | -- | -- | -- | -- | -- | -- | -- | -- | -- | -- | -- | -- | -- | ------ |
| 01 | Wolfgang Uhlmann (Post Dresden)       |    | 1  | 1  | ½  | ½  | ½  | ½  | ½  | 1  | 1  | 1  | 1  | 1  | ½  | 1  | ½  | 1  | 1  | 1  | 1  | 15½    |
| 02 | Fritz Baumbach (DAW Berlin)           | 0  |    | ½  | 1  | ½  | ½  | ½  | ½  | ½  | 1  | ½  | ½  | +  | 1  | +  | 1  | 1  | 1  | ½  | 1  | 13½    |
| 03 | Werner Golz (DAW Berlin)              | 0  | ½  |    | 1  | 1  | ½  | ½  | ½  | 0  | ½  | ½  | 1  | 1  | ½  | ½  | ½  | 1  | 1  | 1  | 1  | 12½    |
| 04 | Heinz Liebert (Buna Halle)            | ½  | 0  | 0  |    | 0  | ½  | ½  | 1  | ½  | 1  | 1  | ½  | ½  | ½  | +  | 1  | 1  | 1  | 1  | 1  | 12½    |
| 05 | Wolfgang Pietzsch (SG Leipzig)        | ½  | ½  | 0  | 1  |    | 1  | 1  | ½  | ½  | 1  | ½  | ½  | 0  | ½  | ½  | 1  | ½  | 1  | ½  | 1  | 12     |
| 06 | Burkhard Malich (Buna Halle)          | ½  | ½  | ½  | ½  | 0  |    | ½  | ½  | ½  | ½  | ½  | ½  | ½  | 1  | 0  | 1  | 1  | 1  | 1  | 1  | 11½    |
| 07 | Bodo Starck (DAW Berlin)              | ½  | ½  | ½  | ½  | 0  | ½  |    | ½  | 1  | 0  | ½  | 1  | +  | 1  | 1  | 0  | 1  | ½  | ½  | 1  | 11½    |
| 08 | Reinhart Fuchs (DAW Berlin)           | ½  | ½  | ½  | 0  | ½  | ½  | ½  |    | ½  | ½  | ½  | ½  | ½  | 1  | +  | ½  | 1  | 1  | ½  | 1  | 11½    |
| 09 | Lothar Vogt (SG Leipzig)              | 0  | ½  | 1  | ½  | ½  | ½  | 0  | ½  |    | ½  | ½  | ½  | ½  | 0  | 1  | ½  | 1  | 1  | 1  | ½  | 10½    |
| 10 | Günther Möhring (Buna Halle)          | 0  | 0  | ½  | 0  | 0  | ½  | 1  | ½  | ½  |    | ½  | 0  | +  | ½  | +  | ½  | 1  | 1  | ½  | 1  | 10     |
| 11 | Hermann Brameyer (DAW Berlin)         | 0  | ½  | ½  | 0  | ½  | ½  | ½  | ½  | ½  | ½  |    | 1  | ½  | ½  | ½  | ½  | ½  | ½  | ½  | 1  | 09½    |
| 12 | Lutz Espig (Buna Halle)               | 0  | ½  | 0  | ½  | ½  | ½  | 0  | ½  | ½  | 1  | 0  |    | ½  | 0  | 1  | ½  | 0  | ½  | 1  | 1  | 08½    |
| 13 | Artur Hennings (SG Leipzig)           | 0  | –  | 0  | ½  | 1  | ½  | –  | –  | ½  | –  | ½  | –  |    | 1  | ½  | –  | 1  | 0  | 1  | 1  | 08½    |
| 14 | Lutz Wehnert (Turbine Großröhrsdorf)  | ½  | 0  | ½  | ½  | ½  | 0  | 0  | 0  | 1  | ½  | ½  | 1  | 0  |    | 0  | ½  | ½  | ½  | 1  | 0  | 07½    |
| 15 | Manfred Schöneberg (SG Leipzig)       | 0  | –  | ½  | –  | ½  | 1  | 0  | –  | 0  | –  | ½  | 0  | ½  | 1  |    | ½  | ½  | 1  | ½  | 1  | 07½    |
| 16 | Bernd Schmitz (SG Leipzig)            | ½  | 0  | ½  | 0  | 0  | 0  | 1  | ½  | ½  | ½  | ½  | ½  | +  | ½  | ½  |    | 0  | 0  | 0  | ½  | 07     |
| 17 | Hermann Packroff (Chemie Lützkendorf) | 0  | 0  | 0  | 0  | ½  | 0  | 0  | 0  | 0  | 0  | ½  | 1  | 0  | ½  | ½  | 1  |    | 1  | ½  | ½  | 06     |
| 18 | Wolfgang Thormann (DAW Berlin)        | 0  | 0  | 0  | 0  | 0  | 0  | ½  | 0  | 0  | 0  | ½  | ½  | 1  | ½  | 0  | 1  | 0  |    | 1  | 1  | 06     |
| 19 | Peter Krug (DAW Berlin)               | 0  | ½  | 0  | 0  | ½  | 0  | ½  | ½  | 0  | ½  | ½  | 0  | 0  | 0  | ½  | 1  | ½  | 0  |    | 0  | 05     |
| 20 | Hermann Schmidt (Chemie Lützkendorf)  | 0  | 0  | 0  | 0  | 0  | 0  | 0  | 0  | ½  | 0  | 0  | 0  | 0  | 1  | 0  | ½  | ½  | 0  | 1  |    | 03½    |

### Dreiviertelfinale
Das Dreiviertelfinale der Herren fand Ende August 1967 in Krumpa statt. Hauptschiedsrichter war Johannes Hoffmann aus Rüdersdorf. Größte Enttäuschung war das Ausscheiden des bereits international eingesetzten Detlef Neukirch. Positiv überraschte hingegen der nur als Ersatzmann eingesprungene Packroff als Gruppensieger.
Gruppe A
|    | Teilnehmer                           | 01 | 02 | 03 | 04 | 05 | 06 | 07 | 08 | 09 | 10 | Punkte |
| -- | ------------------------------------ | -- | -- | -- | -- | -- | -- | -- | -- | -- | -- | ------ |
| 01 | Hermann Brameyer (DAW Berlin)        |    | ½  | 1  | ½  | ½  | ½  | 1  | ½  | 1  | 1  | 6½     |
| 02 | Lutz Wehnert (Turbine Großröhrsdorf) | ½  |    | ½  | ½  | ½  | ½  | 1  | ½  | 1  | 1  | 6      |
| 03 | Bernd Schmitz (SC Leipzig)           | 0  | ½  |    | ½  | 1  | ½  | 1  | ½  | 1  | 1  | 6      |
| 04 | Fritz Baumbach (DAW Berlin)          | ½  | ½  | ½  |    | 0  | ½  | 1  | 1  | 1  | 1  | 6      |
| 05 | Gerd Lorenz (Wismut Schneeberg)      | ½  | ½  | 0  | 1  |    | 1  | ½  | 0  | 1  | 1  | 5½     |
| 06 | Günter Heinsohn (SC Leipzig)         | ½  | ½  | ½  | ½  | 0  |    | 0  | 1  | ½  | 1  | 4½     |
| 07 | Manfred Pape (Motor SO Magdeburg)    | 0  | 0  | 0  | 0  | ½  | 1  |    | ½  | 1  | 1  | 4      |
| 08 | Rainer Gackstatter (Post Dresden)    | ½  | ½  | ½  | 0  | 1  | 0  | ½  |    | 0  | ½  | 3½     |
| 09 | Schmidt (Rotation Schwedt)           | 0  | 0  | 0  | 0  | 0  | ½  | 0  | 1  |    | 1  | 2½     |
| 10 | Werner Hobusch (Stahl Hettstedt)     | 0  | 0  | 0  | 0  | 0  | 0  | 0  | ½  | 0  |    | 0½     |

Gruppe B
|    | Teilnehmer                            | 01 | 02 | 03 | 04 | 05 | 06 | 07 | 08 | 09 | 10 | Punkte |
| -- | ------------------------------------- | -- | -- | -- | -- | -- | -- | -- | -- | -- | -- | ------ |
| 01 | Hermann Packroff (Chemie Lützkendorf) |    | ½  | ½  | ½  | ½  | ½  | 1  | 1  | 1  | 1  | 6½     |
| 02 | Werner Golz (DAW Berlin)              | ½  |    | ½  | 0  | 1  | ½  | 1  | 1  | 1  | 1  | 6½     |
| 03 | Peter Krug (DAW Berlin)               | ½  | ½  |    | 0  | 1  | ½  | 1  | 1  | ½  | 1  | 6      |
| 04 | Müller (SC Leipzig)                   | ½  | 1  | 1  |    | ½  | ½  | 0  | 1  | ½  | ½  | 5½     |
| 05 | Mazurkewitz (Motor Weimar)            | ½  | 0  | 0  | ½  |    | ½  | 1  | ½  | 1  | 1  | 5      |
| 06 | Peter Hesse (Motor SO Magdeburg)      | ½  | ½  | ½  | ½  | ½  |    | ½  | 0  | ½  | 1  | 4½     |
| 07 | Schmidt (Post Dresden)                | 0  | 0  | 0  | 1  | 0  | ½  |    | ½  | 1  | 1  | 4      |
| 08 | Wiemer (Veritas Wittenberge)          | 0  | 0  | 0  | 0  | ½  | 1  | ½  |    | 1  | 0  | 3      |
| 09 | A. Lorenz (Wismut Schneeberg)         | 0  | 0  | ½  | ½  | 0  | ½  | 0  | 0  |    | ½  | 2      |
| 10 | K. Bienert (Wissenschaft Potsdam)     | 0  | 0  | 0  | ½  | 0  | 0  | 0  | 1  | ½  |    | 2      |

Gruppe C
|   | Teilnehmer                                | 01 | 02 | 03 | 04 | 05 | 06 | 07 | 08 | 09 | Punkte |
| - | ----------------------------------------- | -- | -- | -- | -- | -- | -- | -- | -- | -- | ------ |
| 1 | Günter Fiensch (Motor Gotha)              |    | ½  | ½  | 1  | ½  | ½  | 1  | ½  | ½  | 5      |
| 2 | Bodo Starck (DAW Berlin)                  | ½  |    | 1  | ½  | 1  | ½  | 0  | ½  | 1  | 5      |
| 3 | Manfred Böhnisch (SC Leipzig)             | ½  | 0  |    | 1  | ½  | 0  | 1  | 1  | 1  | 5      |
| 4 | Hermann Schmidt (Chemie Lützkendorf)      | 0  | ½  | 0  |    | 1  | ½  | 1  | 1  | 1  | 5      |
| 5 | Detlef Neukirch (SC Leipzig)              | ½  | 0  | ½  | 0  |    | 1  | ½  | 1  | 1  | 4½     |
| 6 | Reinhard Bauer (Eintracht Hildburghausen) | ½  | ½  | 1  | ½  | 0  |    | ½  | 0  | 1  | 4      |
| 7 | Fleuch (ASV Dresden)                      | 0  | 1  | 0  | 0  | ½  | ½  |    | 1  | ½  | 3½     |
| 8 | Franz Stahl (DAW Berlin)                  | ½  | ½  | 0  | 0  | 0  | 1  | 0  |    | 1  | 3      |
| 9 | Peter Ruppert (Medizin Neubrandenburg)    | ½  | 0  | 0  | 0  | 0  | 0  | ½  | 0  |    | 1      |

## Meisterschaft der Damen
Waltraud Nowarra holte mit deutlichem Vorsprung ihren sechsten Meistertitel. Die 27-jährige Lehrerin wurde kaum gefordert. Im Kampf um Platz 2 fing Ingrid Rönsch die früheren Meisterinnen Just und Liebert mit fünf Siegen in den letzten Runden noch ab. Ursula Liebert rutschte durch zwei Niederlagen zum Schluss sogar noch ins Mittelfeld. Deutlich verbessert zeigten sich nach Einschätzung der Fachpresse die jungen Spielerinnen, darunter die 16-jährige Jugendmeisterin Christina Hölzlein sowie die um zwei Jahre älteren Grund und Tragsdorf.

### Abschlusstabelle
|    | Teilnehmer                               | 01 | 02 | 03 | 04 | 05 | 06 | 07 | 08 | 09 | 10 | 11 | 12 | 13 | 14 | Punkte |
| -- | ---------------------------------------- | -- | -- | -- | -- | -- | -- | -- | -- | -- | -- | -- | -- | -- | -- | ------ |
| 01 | Waltraud Nowarra (Post Dresden)          |    | 1  | ½  | ½  | ½  | 1  | ½  | 1  | ½  | 1  | 1  | 1  | 1  | 1  | 10½    |
| 02 | Ingrid Rönsch (Lok Dresden)              | 0  |    | ½  | 1  | ½  | 0  | 1  | 1  | ½  | ½  | 1  | 1  | ½  | 1  | 08½    |
| 03 | Gabriele Just (Wissenschaft Leipzig)     | ½  | ½  |    | ½  | 1  | 0  | 1  | ½  | ½  | ½  | ½  | 1  | 1  | 1  | 08½    |
| 04 | Jutta Zura (Buna Halle)                  | ½  | 0  | ½  |    | ½  | ½  | 0  | ½  | 1  | ½  | 1  | ½  | 1  | 1  | 07½    |
| 05 | Eveline Nünchert (Empor Potsdam)         | ½  | ½  | 0  | ½  |    | ½  | ½  | ½  | ½  | 1  | ½  | ½  | ½  | 1  | 07     |
| 06 | Gisela Grund (Wissenschaft Leipzig)      | 0  | 1  | 1  | ½  | ½  |    | 0  | ½  | 0  | ½  | ½  | ½  | 1  | 1  | 07     |
| 07 | Ursula Liebert (Buna Halle)              | ½  | 0  | 0  | 1  | ½  | 1  |    | 1  | 0  | 0  | ½  | ½  | 1  | 1  | 07     |
| 08 | Gisela Tragsdorf (Dynamo Altenburg)      | 0  | 0  | ½  | ½  | ½  | ½  | 0  |    | 1  | 0  | 1  | 1  | 1  | 1  | 07     |
| 09 | Christina Hölzlein (Chemie Leuna)        | ½  | ½  | ½  | 0  | ½  | 1  | 1  | 0  |    | 0  | 0  | 1  | ½  | 1  | 06½    |
| 10 | Irene Winter (Motor Weimar)              | 0  | ½  | ½  | ½  | 0  | ½  | 1  | 1  | 1  |    | 0  | 0  | 1  | ½  | 06½    |
| 11 | Lieselotte Janssen (Chemie Colditz)      | 0  | 0  | ½  | 0  | ½  | ½  | ½  | 0  | 1  | 1  |    | 0  | 1  | 1  | 06     |
| 12 | Hildegard Richter (Wissenschaft Leipzig) | 0  | 0  | 0  | ½  | ½  | ½  | ½  | 0  | 0  | 1  | 1  |    | 1  | ½  | 05½    |
| 13 | Ursula Pohl (Einheit Freiberg)           | 0  | ½  | 0  | 0  | ½  | 0  | 0  | 0  | ½  | 0  | 0  | 0  |    | ½  | 02     |
| 14 | Lisa Ganzer (Empor Tangermünde)          | 0  | 0  | 0  | 0  | 0  | 0  | 0  | 0  | 0  | ½  | 0  | ½  | ½  |    | 01½    |

### Dreiviertelfinale
Das Dreiviertelfinale der Damen fand im August 1967 in Krumpa unter Leitung von Schiedsrichter Arthur Gröbe statt. Das Spielniveau wurde in der Fachpresse gelobt.
Gruppe A
|    | Teilnehmer                               | 01 | 02 | 03 | 04 | 05 | 06 | 07 | 08 | 09 | 10 | Punkte |
| -- | ---------------------------------------- | -- | -- | -- | -- | -- | -- | -- | -- | -- | -- | ------ |
| 01 | Jutta Zura (Buna Halle)                  |    | 1  | 1  | ½  | ½  | 0  | 1  | 1  | ½  | 1  | 6½     |
| 02 | Gisela Tragsdorf (Wissenschaft Leipzig)  | 0  |    | ½  | 1  | 1  | ½  | 0  | ½  | 1  | 1  | 5½     |
| 03 | Ursula Pohl (Einheit Freiberg)           | 0  | ½  |    | ½  | ½  | ½  | 1  | 1  | 1  | ½  | 5½     |
| 04 | Ingrid Ernst (Medizin Wismar)            | ½  | 0  | ½  |    | ½  | 1  | 1  | ½  | 1  | 0  | 5      |
| 05 | Charlotte Richter (Wissenschaft Leipzig) | ½  | 0  | ½  | ½  |    | ½  | ½  | ½  | 1  | 1  | 5      |
| 06 | Ingrid Pölkow (Fortschritt Malchow)      | 1  | ½  | ½  | 0  | ½  |    | ½  | ½  | ½  | ½  | 4½     |
| 07 | Margarete Kleinschmidt (Lok Erfurt)      | 0  | 1  | 0  | 0  | ½  | ½  |    | ½  | ½  | ½  | 3½     |
| 08 | Rosemarie Luck (Stahl Trusetal)          | 0  | ½  | 0  | ½  | ½  | ½  | ½  |    | 0  | 1  | 3½     |
| 09 | Klemm (SG Somsdorf)                      | ½  | 0  | 0  | 0  | 0  | ½  | ½  | 1  |    | 1  | 3½     |
| 10 | Liddy Knoch (Einheit Meiningen)          | 0  | 0  | ½  | 1  | 0  | ½  | ½  | 0  | 0  |    | 2½     |

Gruppe B
|   | Teilnehmer                               | 01 | 02 | 03 | 04 | 05 | 06 | 07 | 08 | 09 | Punkte |
| - | ---------------------------------------- | -- | -- | -- | -- | -- | -- | -- | -- | -- | ------ |
| 1 | Irene Winter (Motor Weimar)              |    | ½  | ½  | ½  | 1  | 1  | 1  | 1  | 1  | 6½     |
| 2 | Lieselotte Janssen (Chemie Colditz)      | ½  |    | ½  | ½  | ½  | 1  | ½  | 1  | 1  | 5½     |
| 3 | Heidi Prien (Medizin Wismar)             | ½  | ½  |    | ½  | ½  | ½  | 1  | 1  | 1  | 5½     |
| 4 | Hildegard Richter (Wissenschaft Leipzig) | ½  | ½  | ½  |    | ½  | 1  | 1  | 1  | 0  | 5      |
| 5 | Wieteck (Empor Potsdam)                  | 0  | ½  | ½  | ½  |    | ½  | ½  | ½  | 1  | 4      |
| 6 | Schubert (Lok Karl-Marx-Stadt)           | 0  | 0  | ½  | 0  | ½  |    | 1  | 0  | ½  | 2½     |
| 7 | Kristina Gautzsch (Buna Halle)           | 0  | ½  | 0  | 0  | ½  | 0  |    | 1  | ½  | 2½     |
| 8 | Möller (Lok Bad Kleinen)                 | 0  | 0  | 0  | 0  | ½  | 1  | 0  |    | 1  | 2½     |
| 9 | Renate Stanke (Lok Erfurt)               | 0  | 0  | 0  | 1  | 0  | ½  | ½  | 0  |    | 2      |

## Jugendmeisterschaften
| Altersklasse | männlich                         | weiblich                          |
| ------------ | -------------------------------- | --------------------------------- |
| Schüler      | Lutz Nötzold (Fortschritt Forst) | Hella Beneke (Halle)              |
| Jugend       | Lothar Vogt (SG Leipzig)         | Christina Hölzlein (Chemie Leuna) |

Die Meisterschaft der Schülerinnen wurde bei Punktgleichheit und unentschiedenem Stichkampf schließlich in zwei Blitzpartien entschieden. Dabei siegte Hella Beneke gegen Brigitte Hofmann.